# Ахмедов, Станислав Анварович
Станисла́в Анва́рович Ахме́дов (род. 1 апреля 1952) — российский дипломат. Чрезвычайный и полномочный посол (2008).

## Биография
Окончил МГИМО (1974). На дипломатической работе с 1976 года.
- В 1991—1995 годах — советник-посланник Посольства СССР, России в Заире.
- В 1995—1998 годах — начальник отдела Департамента Африки МИД России.
- С 28 июля 1998 по 17 сентября 2002 года — чрезвычайный и полномочный посол Российской Федерации в Руанде[1][2].
- В 2002—2006 годах — заместитель директора Департамента Африки МИД России.
- С 24 марта 2006 по 28 февраля 2011 года — чрезвычайный и полномочный посол Российской Федерации в Камеруне и Экваториальной Гвинее по совместительству[3][4].
- В 2011—2013 годах — заместитель директора Департамента Африки МИД России.
- С 19 июня 2013 по 2 декабря 2020 года — чрезвычайный и полномочный посол Российской Федерации на Мадагаскаре и Коморских Островах по совместительству[5][6][7].

## Семья
Женат, имеет дочь.

## Награды
- Орден Дружбы (30 июня 2012) — за большой вклад в реализацию внешнеполитического курса Российской Федерации и многолетнюю добросовестную работу[8].
- Знак отличия «За безупречную службу» XL лет (1 февраля 2018) — за большой вклад в реализацию внешнеполитического курса Российской Федерации и многолетнюю безупречную государственную службу[9].

## Дипломатический ранг
- Чрезвычайный и полномочный посланник 2 класса (6 марта 1995)[10]
- Чрезвычайный и полномочный посланник 1 класса (11 марта 2001)[11]
- Чрезвычайный и полномочный посол (29 октября 2008)[12].